# من لوا (لوداب)
من لوا (بالفارسية: من لوا) هي قرية تقع في إيران في قسم لوداب الريفي. يقدر عدد سكانها بـ 137 نسمة بحسب إحصاء 2016.